# Sibilia
Sibilia – niewielka miejscowość w Gwatemali, w departamencie Quetzaltenango, położone około 35 km na północny zachód od stolicy departamentu miasta Quetzaltenango. Miejscowość leży w górach Sierra Madre de Chiapas, na wysokości 2755 m n.p.m. Jest gminą jednolitą etnicznie, w 83% zamieszkaną przez ludność tubylczą posługująca się językiem mam oraz językiem kicze. Według danych szacunkowych w 2012 roku miejscowość liczyła 1 387 mieszkańców. Nazwa miejscowości pochodzi od nazwy hiszpańskiego miasta Sewilla.

## Gmina Sibilia
Jest siedzibą władz gminy o tej samej nazwie, która jest jedną z 24 gmin w departamencie. Gmina w 2012 roku liczyła 8 050 mieszkańców.
Gmina jak na warunki Gwatemali jest bardzo mała, a jej powierzchnia obejmuje zaledwie 28 km². Ludność gminy utrzymuje się głównie z uprawy roli (39%), hodowli zwierząt, rzemiosła artystycznego i handlu. W rolnictwie dominuje uprawa pszenicy, kukurydzy, fasoli, kauczuku naturalnego, kawy i bananów a w hodowli bydła mlecznego.
Klimat gminy jest równikowy, według klasyfikacji Wladimira Köppena, należy do klimatów tropikalnych monsunowych (Am), z wyraźną porą deszczową występującą od maja do października. Opady są wysokie a średnia wieloletnia wynosi 2730 mm. Ze względu na wyniesienie nad poziom morza amplituda temperatur jest duża. Minimalna temperatura zawiera się w przedziale 5 a 18,6 °C, a średnioroczna temperatura wynosi 14,1 °C. Większość terenu nieuprawianego pokryta jest dżunglą.